# Kosmos (Humboldt)

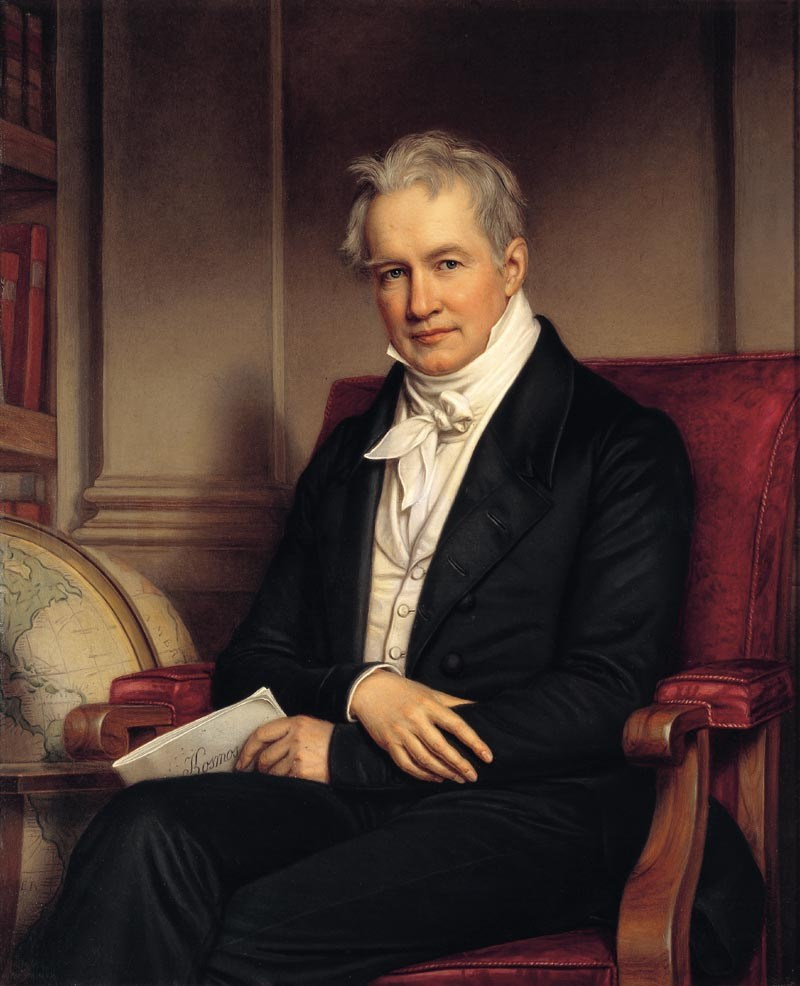
Humboldt e seu Kosmos (1843), Joseph Karl Stieler

Kosmos foi um influente tratado sobre ciência e natureza, escrito pelo geógrafo, naturalista e explorador alemão Alexander von Humboldt. O Kosmos tem sua origem em um série de aulas de Humboldt na Universidade de Berlim, e foi publicado em cinco volumes entre 1845 e 1862 (o quinto foi póstumo e incompleto). 
Livro amplamente apreciado por acadêmicos e leigos, aplica a antiga visão filosófica grega da ordem do cosmos (o universo) à terra, sugerindo que as leis universais aplicam-se também ao aparente caos do mundo terrestre. Controversalmente para a época de sua publicação, Humboldt expressou-se sobre a espiritualidade do mundo natural apenas em termos gerais, evitando a inserção de um criador.